# Gradin
Pour les articles homonymes, voir Gradin (homonymie).

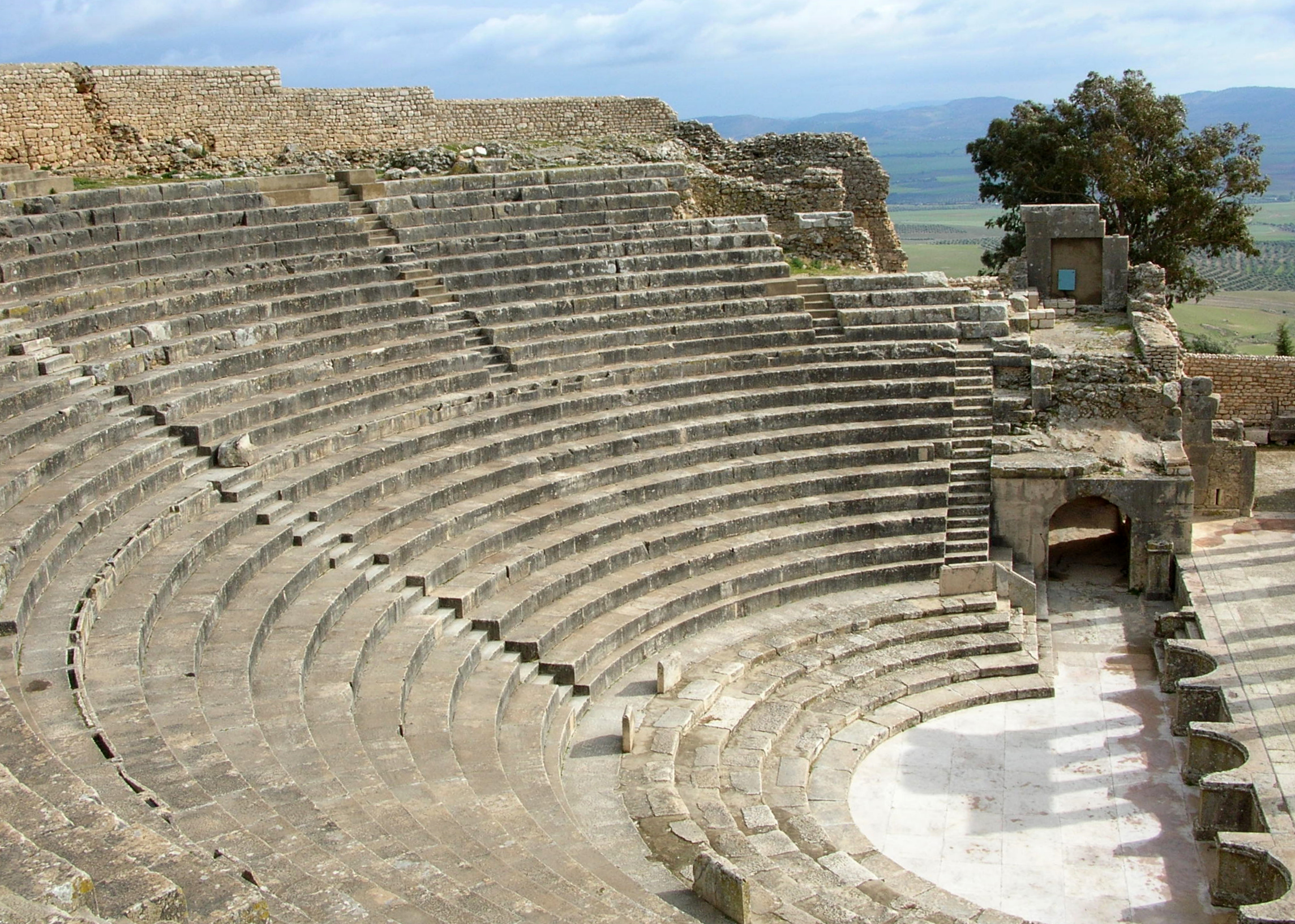
Gradins du théâtre romain de Dougga en Tunisie.

Un gradin est à l'origine une petite marche servant à accueillir les ornements sur un autel ou un buffet. Par analogie, les gradins sont les plans d'un terrain ou d'une structure disposés de la même manière, en particulier dans un stade ou un amphithéâtre.

## Immeuble à gradins
L’immeuble à gradins désigne une typologie architecturale qui a pu être développée par certains architectes, notamment Henri Sauvage.

## « École gradins-jardins »
L’expression « école gradins-jardins » est parfois employée pour désigner l’architecture élaborée par Jean Renaudie et Renée Gailhoustet, développée à la suite des idées du Team X. Elle se caractérise par l’intégration à l’architecture de nombreuses terrasses plantées.

## Gradin pour spectateurs
Un gradin est une succession de plateaux de hauteur croissante, utilisés par des spectateurs pouvant être assis tout en ayant une bonne visibilité. Il existe des gradins sans chaises, avec une hauteur de marche forte, et des gradins avec chaises. Le gradin est souvent assimilé à une tribune qui en diffère par son principe constructif.

## Étymologie
Gradin est un emprunt à l'italien gradino, en 1643, signifiant « petite marche ».